# ツングースカ Part.2
「ツングースカ Part.2」（原題:Terma）は『X-ファイル』のシーズン4第9話で、1996年12月1日にFOXが初めて放送した。なお、本エピソードは「ミソロジー」に属するエピソードであり、第8話「ツングースカ Part.1」から続くエピソードである。
なお、本エピソードのオープニング・スローガンは通常の「THE TRUTH IS OUT THERE」から「E PUR SI MUOVE」に変更されている。これはイタリア語で「それでも地球は動く」を意味するもので、ガリレオ・ガリレイが地動説を放棄する旨の異端誓絶文を読み上げた後に言い放ったとされる言葉である。

## スタッフ
- 監督:ロブ・ボウマン
- 脚本:クリス・カーター、フランク・スポットニッツ

## キャスト

### レギュラー
- デイヴィッド・ドゥカヴニー - フォックス・モルダー特別捜査官
- ジリアン・アンダーソン - ダナ・スカリー特別捜査官
- ミッチ・ピレッジ - ウォルター・スキナーFBI副長官
- ウィリアム・B・デイヴィス - シガレット・スモーキング・マン

### ゲスト
- ニコラス・リー - アレックス・クライチェック
- ジョン・ネヴィル - ウェル・マニキュアード・マン
- ブレンダン・ベイサー - ペンドレル捜査官
- フリッツ・ウィーヴァー - ソレンソン上院議員
- ジェシカ・シュライアー - ボニータ博士
- ブレンダ・マクドナルド - ジャネット
- アイリーン・ペッド - アンジー
- ロビン・モズレー - キングスレー・ルッカー博士
- ヤン・ルーベス - ワシリー・ペスコフ
- マルコム・スチュワート - サックス博士
- キャンベル・レイン - 委員長
- ステファン・アーングリム - 囚人
- ブレント・ステイト - ティモシー・メイヒュー

## ストーリー
ロシアのクラスノヤルスク地方にある強制収容所に入れられたモルダーは、クライチェックがロシアの二重スパイとして暗躍していたことを知る。ある日、クライチェックを人質に取ったモルダーは脱走に成功したが、逃走の最中にクライチェックとはぐれてしまった。体力を消耗していたクライチェックは、左腕を切断した人々によって構成される一団に保護されていた。彼らは左腕がなければブラックオイルの実験台にならずに済むと確信しており、クライチェックの左腕を切断してしまう。
その頃、KGBのエージェントとして活躍していた老人、ワシリー・ペスコフがアメリカを訪れていた。ペスコフはシンジケートのブラックオイル・ワクチン開発に従事していたボニータ博士を暗殺した。その後、ペスコフは博士の実験の被験者となっていた人物を次々と殺していった。彼が被験者にロシア製のワクチンを注射すると、確かに効き目があることが判明するのだった。
現地住民の協力を得たモルダーは無事にアメリカに帰国することができた。そして、スカリーとスキナーが出席していた上院の議会に姿を現わした。不思議なことに、委員たちはモルダーがどこで何をしていたのかをそれ以上追求しようとはしなかった。その後、モルダーとスカリーはペスコフの行方を追って、彼が最後に殺人を犯したフロリダ州ボカラトンへと急行した。しかし、ペスコフは難なく2人の追跡をかわし、ブラックオイルが混入した隕石を一つ残らず破壊してしまった。
ロシアのとある町。ペスコフはクライチェックと談笑していた。何を隠そう、ペスコフに証拠隠滅を依頼したのは、クライチェックだったのである。

## 製作
本エピソードの原題であるTermaはチベット仏教において隠された宝を意味する語である。クリス・カーターはこの語をタイトルにすることで、シンジケートが隠している秘密の存在を視聴者に連想させたかったのだという。なお、本エピソードにおける強制収容所の描写はアレクサンドル・ソルジェニーツィンの小説『イワン・デニーソヴィチの一日』と『収容所群島』に着想を得たものである。
石油精製所でのシーンはブリティッシュコロンビア州のポートムーディにある地熱発電所で撮影された。また、ラストの爆発シーンはCGではなく実写で撮影されたものである。デイヴ・ゴーシャーの発案で、使われなくなった採石場にセットが組まれることになった。油井を再現するために、黒く着色した水を170万Paの圧力で91mの高さまで噴出させられる設備が導入された。遠隔操作で灯油と液体プロパンを水の中に混入させた後に、着火装置を作動させるという仕組みだった。
クライチェックにロシア語を流暢に話すという設定が追加されるに当たって、ニコラス・リーはロシア語の正確なアクセントと発音を習得するための訓練を受けることとなった。

## 評価
1996年12月1日、FOXは本エピソードを初めてアメリカで放映し、1734万人の視聴者を獲得した。
『エンターテインメント・ウィークリー』は本作にA-評価を下し、米ソの軍拡競争を思わせるプロットを賞賛した。『A.V.クラブ』のザック・ハンドルンは本エピソードにB-評価を下し、「視点が十分に定まらないまま、寄り道をしている。しかも、それが多すぎる。」「ウェル・マニキュアード・マンの下で実験に従事していた博士の殺害事件に焦点を絞るべきだったと思う」「会話がやたらと勿体ぶっている」と批判している。ロバート・シャーマンとラース・パーソンは著書『Wanting to Believe: A Critical Guide to The X-Files, Millennium & The Lone Gunmen』において、本エピソードに5つ星評価で1つ星を与え、過去のエピソードと比較しながらまずかった箇所を指摘している。2人は「酷い出来だ」「枠組みがない」「このエピソードで繰り広げられる会話は酷くて退屈な上に、軽すぎる。しかも、台詞は長くて不自然だ。今まで以上に複雑な台詞だが、今までほど面白くない」と批判している。
カーターは「ツングースカ Part.1」と「Part.2」を「最初から最後までアクションシーンが続くエピソードだった」と回想している。